# Clathria frondiculata
Clathria frondiculata är en svampdjursart som först beskrevs av Schmidt 1864.  Clathria frondiculata ingår i släktet Clathria och familjen Microcionidae.
Artens utbredningsområde är Adriatiska havet. Inga underarter finns listade i Catalogue of Life.